# André Luís Leite
André Luís Leite (* 19. Februar 1986 in Jaú) ist ein brasilianischer Fußballspieler.

## Karriere
André Luís Leite erlernte das Fußballspielen in der Jugendmannschaft von Cruzeiro Belo Horizonte. Seinen ersten Vertrag unterschrieb er 2006 bei Ipatinga FC in Ipatinga. Nach einem Jahr wechselte er zu seinem Jugendverein Cruzeiro Belo Horizonte. Von Belo wurde er mehrmals an brasilianische Vereine ausgeliehen, u. a. an SER Caxias do Sul (2007–2008), Grêmio Porto Alegre (2008), EC Vitória (2009), Criciúma EC (2009), América FC (RN) (2009) und Veranópolis ECRC (2010). Nach Ende der Vertragslaufzeit unterschrieb er 2010 einen Vertrag bei Boavista SC in Saquarema. Hier wurde er auch wieder bis 2014 an mehrere brasilianische Clubs ausgeliehen, u. a. an Duque de Caxias FC (2010–2011), AA Ponte Preta (2012), Mirassol FC (2013) und Atlético Goianiense (2014). 2015 wurde er nach Thailand zum Suphanburi FC, einem Verein, der in der ersten Liga, der Thai Premier League, spielte ausgeliehen. Zum Ligakonkurrenten Navy FC aus Sattahip wurde er die Saison 2016 ausgeliehen. Nachdem der Vertrag bei Boavista SC 2016 geendet hatte, nahm ihn der thailändische Erstligist Chonburi FC unter Vertrag. Hier spielte er 2017 die Hinserie. Zur Rückserie wurde er an seinen ehemaligen Verein Navy FC ausgeliehen. 2018 ging er wieder in seine Heimat und schloss sich dem Mirassol FC an. Nach drei Monaten wechselte er den Verein und ging zu seinem ehemaligen Verein Atlético Goianiense nach Brasilien. 2019 gewann er mit dem Club die Campeonato Goiano. 2020 unterschrieb er wieder einen Vertrag in Thailand. Hier nahm ihn der Erstligaabsteiger Chainat Hornbill FC aus Chainat unter Vertrag. Der Club spielt in der zweiten Liga, der Thai League 2. Im August 2020 wechselte er in die dritte thailändische Liga. Hier nahm ihn der in der Thai League 3 spielende Lamphun Warrior FC aus Lamphun unter Vertrag. Mit Lamphun spielte in der Upper Region der dritten Liga. Nach dem zweiten Spieltag 2020 wurde die dritte Liga wegen der COVID-19-Pandemie unterbrochen. Nach Wiederaufnahme des Spielbetriebes im Oktober wurde die Thai League 4 und die Thai League 3 zusammengelegt. Die Warriors wurden der Northern Region zugeteilt. In der Northern Region wurde man Meister. In den Aufstiegsspielen zur zweiten Liga wurde man Erster und stieg somit in die zweite Liga auf. Nach dem Aufstieg verließ er die Warriors und wechselte zum Phitsanulok FC. Mit dem Verein aus Phitsanulok spielte er in der dritten Liga. In der Northern Region der Liga wurde man am Ende der Saison Vizemeister. In den Aufstiegsspielen zur zweiten Liga konnte man sich nicht durchsetzen. Im Sommer 2022 nahm ihn der Drittligaaufsteiger MH Nakhonsi City FC aus Nakhon Si Thammarat unter Vertrag. Mit dem Verein spielte er in der Southern Region der Liga. In 17 Ligaspielen schoss er 13 Tore. Am Ende der Saison wurde er mit MH Vizemeister der Region. Zu Beginn der Saison 2023/24 schloss er sich Anfang August 2023 dem Zweitligisten Ayutthaya United FC an. Am Ende der Saison 2023/24 belegte er mit dem Klub den sechsten Tabellenplatz und qualifizierte sich somit für die Aufstiegsspiele zur ersten Liga. Hier konnte man sich jedoch nicht durchsetzen. Am Ende der Saison 2024/25 feierte er mit Ayutthaya die Vizemeisterschaft der zweiten Liga sowie den Aufstieg in die erste Liga. Nach dem Aufstieg verließ er den Verein und schloss sich im Juli 2025 zum dritten Mal dem Navy FC an.

## Erfolge
EC Vitória
- Campeonato Baiano: 2009

Boavista SC
- Taça Rio: 2014

Atlético Goianiense
- Campeonato Goiano: 2019

Lamphun Warrior FC
- Thai League 3 – North: 2020/21
- Thai League 3 – National Championship: 2020/21  ▲

Ayutthaya United FC
- Thailändischer Zweitligavizemeister: 2024/25  ▲